# Walter Warlimont
O general Walter Warlimont (3 de outubro de 1894 Osnabrück, Alemanha – 9 de outubro de 1988, Kreuth perto de Tegernsee) foi um oficial do estado-maior alemão durante a Segunda Guerra Mundial. Ele serviu como subchefe do Estado-Maior de Operações, um dos departamentos do Oberkommando der Wehrmacht (OKW), o Alto Comando das Forças Armadas. Após a guerra, Warlimont foi condenado no Julgamento do Alto Comando e sentenciado à prisão perpétua como criminoso de guerra. Ele foi libertado em 1954.

## Primeira Guerra Mundial e anos entre guerras
Warlimont nasceu em Osnabrück, Alemanha. Em junho de 1914, pouco antes do início da Primeira Guerra Mundial, ele foi comissionado como segundo-tenente no 10º Regimento de Artilharia a Pé da Prússia, baseado na Alsácia. Durante a guerra, ele serviu como oficial de artilharia e comandante de bateria na França e mais tarde na Itália. No final de 1918, ele atuou em Freikorps Jäger corps rifle sob comando do General Georg Ludwig Rudolf Maercker.
Nos anos entre guerras, Warlimont desempenhou várias funções militares. Em 1922, serviu no 6º Regimento de Artilharia e em 1927, como capitão, foi o segundo ajudante do General Werner von Blomberg, chefe do Truppenamt, o secreto Estado-Maior Alemão. Em maio de 1929, Warlimont foi contratado pelo Exército dos EUA por um ano para estudar a teoria da mobilização industrial americana durante a guerra. Isso o levou a servir entre 1930 e 1933 como major da equipe da Seção de Mobilização Industrial do Ministério da Defesa alemão. Ele se tornou o chefe da Seção em 1935.
Entre agosto e novembro de 1936, após a eclosão da Guerra Civil Espanhola, Warlimont serviu como Delegado Plenipotenciário da Wehrmacht do Ministro da Guerra do Reich (Estado-Maior do OKH) ao governo do General espanhol Francisco Franco na Espanha. O Ministro da Guerra do Reich, Werner von Blomberg, instruiu Warlimont a coordenar a ajuda alemã em apoio à batalha de Franco contra as forças do governo espanhol.
Em 1937, ele escreveu o Warlimont Memorandum pedindo a reorganização das forças armadas alemãs sob uma unidade de estado-maior e um comandante supremo. O plano era limitar o poder da casta de altos oficiais em favor de Adolf Hitler. Com base neste memorando, Hitler desenvolveu o Oberkommando der Wehrmacht (Alto Comando das Forças Armadas), com Hitler como comandante supremo. Warlimont foi recompensado em 1939 com o cargo junto ao General Alfred Jodl. Em 1938 foi promovido a coronel e tornou-se comandante do 26º Regimento de Artilharia.

## Segunda Guerra Mundial
No final de 1938, Warlimont tornou-se oficial sênior da equipe de operações do general Wilhelm Keitel. Esta era uma posição cobiçada e, portanto, entre setembro de 1939 e setembro de 1944, ele serviu como Subchefe do Estado-Maior de Operações (Wehrmachtführungsstab: WFSt: Estado-Maior de Operações das Forças Armadas). O General Alfred Jodl era seu oficial superior, que atuava como Chefe do Estado-Maior de Operações, responsável por todo o planejamento estratégico, executivo e de operações de guerra.
Enquanto servia nesta equipe de planejamento de operações militares, no início de 1939 ele ajudou no desenvolvimento de alguns dos planos de invasão militar alemã da Polônia. Em 1 de setembro de 1939, as forças militares alemãs invadiram a Polônia, dando início à Segunda Guerra Mundial.
Em 1940, ele foi promovido ao Generalmajor e ajudou a desenvolver os planos de invasão da França. Durante a Batalha da França, em 14 de junho de 1940, Warlimont, em um movimento audacioso, pediu ao piloto de seu Fieseler Storch pessoal para pousar na Place de la Concorde, no centro de Paris.  Em 1941, ele continuou a ajudar no desenvolvimento de operações de invasão na Rússia. Isso rendeu sua promoção a Generalleutnant em 1942.
Seu avanço meteórico na hierarquia quase estourou em 3 de novembro de 1942, quando ele foi demitido de seu cargo depois que um oficial subalterno não conseguiu processar uma mensagem do marechal de campo Erwin Rommel com a devida antecedência. No entanto, apenas cinco dias depois, ele foi chamado de volta ao dever de visitar o governo francês de Vichy na França para coordenar a defesa de seus territórios coloniais de uma possível ocupação pelos Aliados.
Em fevereiro de 1943, Warlimont viajou para Tunis para conferenciar com Rommel sobre se os alemães deveriam ou não abandonar o Norte da África.
No início de 1944, Warlimont foi promovido a General der Artillerie. Como subchefe do Estado-Maior de Operações das Forças Armadas, ele continuou a dar informes quase diários a Hitler sobre a situação das operações militares alemãs.
No Dia D , quando os Aliados invadiram a Normandia, França, Warlimont telefonou para o General Jodl para solicitar que os tanques alemães na Normandia fossem liberados para atacar os invasores Aliados. Jodl respondeu que não queria tomar essa decisão; eles teriam que esperar até que Hitler acordasse. Assim que Hitler acordou e autorizou o lançamento dos tanques para um contra-ataque, era tarde demais para conter a bem-sucedida invasão Aliada. No dia seguinte, Hitler enviou Warlimont para inspecionar as defesas alemãs na Itália .
Em 20 de julho de 1944, Warlimont foi ferido durante o atentado a bomba contra Hitler em um prédio de instruções de guerra em Rastenburg. Ele sofreu uma leve concussão na cabeça. Mais tarde naquele dia, ele telefonou para o marechal de campo Günther von Kluge e o convenceu de que Hitler estava vivo; isso fez com que Kluge não continuasse no golpe antiHitler. Mesmo que Warlimont tenha sido ferido ao lado de Hitler, no entanto, ele foi erroneamente visto como possivelmente envolvido na conspiração antiHitler. Apesar disso, ele recebeu tardiamente o distintivo especial de 20 de julho, que foi concedido apenas aos poucos feridos ou mortos na explosão de 20 de julho.
Em 22 de julho, Warlimont viajou para a França para se encontrar com o marechal de campo Rommel (que havia sido ferido uma semana antes por um ataque de avião aliado) e o assessor naval de Rommel, vice-almirante Friedrich Ruge, para discutir a deterioração da situação do campo de batalha na Normandia.
Mesmo que Hitler (em Wolfsschanze) ordenou que Warlimont viajasse a Paris em 1 de agosto para estudar a situação militar alemã lá com o marechal de campo von Kluge, Hitler pensou que Warlimont poderia estar envolvido na conspiração para assassiná-lo (uma ação que Warlimont negou) Em 2 de agosto, Warlimont se encontrou fora de Paris com o general Günther Blumentritt e o avisou que Hitler queria que os alemães recuperassem a iniciativa de ataque contra os Aliados por meio da Operação Lüttich / Liege. Mais tarde, Warlimont pediu ao General Heinrich Eberbach que continuasse seus ataques na Bolsa de Falaise. Embora todos os generais alemães tenham informado Warlimont que acreditavam que o ataque fracassaria, ele telegrafou a Hitler que os generais estavam "confiantes no sucesso".
A pedido de Warlimont, devido às suas crises de vertigem resultante do atentado a bomba de 20 de julho contra Hitler, ele foi transferido e retirado para o Pool de Comando OKH (o Führerreserve), e não foi mais empregado durante a guerra.

## Julgamento e condenação

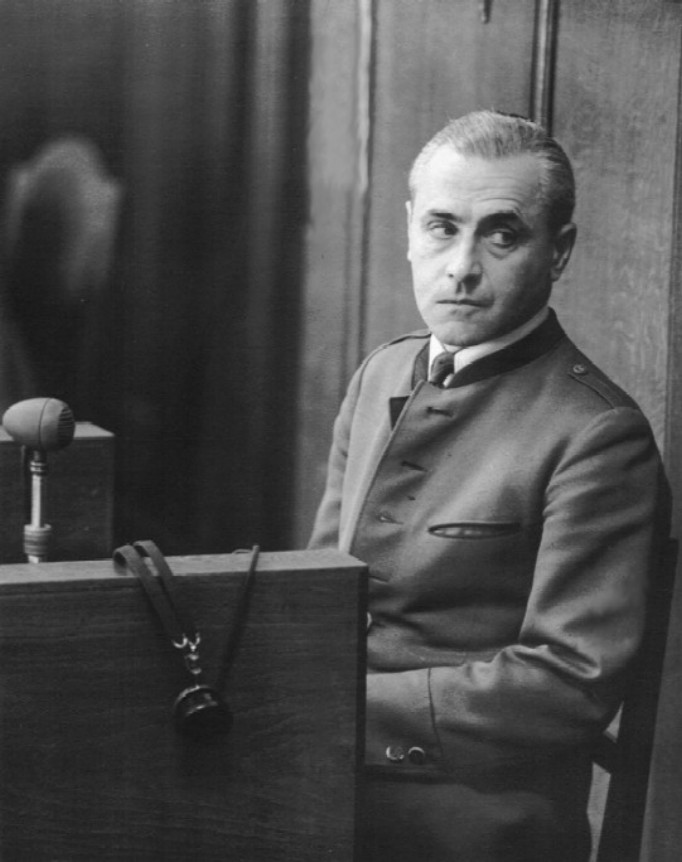
Warlimont nos Julgamentos de Nuremberg, 1948.

Em outubro de 1948, Warlimont foi julgado por um tribunal militar dos Estados Unidos no Julgamento do Alto Comando, parte dos Julgamentos de Nuremberg subsequentes. Ele foi condenado e sentenciado à prisão perpétua, em parte por sua responsabilidade pela redação da Ordem de Jurisdição (que isentava da jurisdição da justiça militar os crimes puníveis cometidos por civis inimigos (na Rússia)) na Operação Barbarossa, que permitiu o assassinato de civis sob o pretexto de neutralizar atividades partidárias. Ele também assinou a ordem para executar os comissários políticos russos à vista. Sua sentença foi revisada pelo "Painel Peck", que fez uma recomendação mais branda. Esta leniência foi fortemente criticada por Robert R. Bowie, que afirmou: "eles [Reinecke, Kuechler e Warlimont] estavam todos diretamente implicados no programa que incluía o assassinato de comandos, comissários e aviadores aliados capturados, bem como em maus tratos brutais a prisioneiros de guerra". Sua sentença foi comutada para 18 anos em 1951. Ele foi libertado em 1954.
Em 1962, Warlimont escreveu Inside Hitler's Headquarters 1939–1945. Ele morreu em 1976 em Kreuth, perto de Tegernsee.

## Vida pessoal
Walter Warlimont era filho de Louis Warlimont (1857-1923) e Anna Rinck (1860-1931). Seus pais vieram de Eupen, hoje parte da Comunidade de Língua Alemã da Bélgica, e migraram para Osnabrück. Seu pai era um bookman e antiquário .

Walter Warlimont casou-se em 1927 com Anita von Kleydorff (1899–1987), filha de Franz Egenieff ou Marian Eberhard Franz Emil von Kleydorff, filho do príncipe Emil zu Sayn-Wittgenstein-Berleburg e da americana Paula Busch, sobrinha de Adolphus Busch .